# 農業部水產試驗所東部漁業生物研究中心
農業部水產試驗所東部漁業生物研究中心位於臺灣臺東縣成功鎮成功漁港，為農業部水產試驗所轄下的海洋漁業研究中心，該中心前身為水產試驗所臺東分所，其附設的附設水族生態展示館為全臺唯一以小丑魚作為主題的海洋生物展覽館，以及國家水產生物種原庫台東支庫完工後也移撥至東部研究中心管理，稱為知本種原庫。

## 沿革

### 水試所臺東分所時期
1970年代臺灣省政府為加速開發臺灣東部海洋漁業資源，因此在1974年9月5日指示轄下的臺灣省水產試驗所於臺東縣成功鎮成立新港工作站，隔年8月1日奉准將工作站升格為臺灣省水產試驗所臺東分所，並以東部海洋漁業開發，及龍蝦、九孔養殖等項目為研究主軸。1980年獲得預算新造53.6噸級的海洋試驗船「海農號」一艘，該海試船總輸出馬力達440HP。
1998年水產試驗所完成水產生物種原庫規劃報告書，預計將於彰化縣鹿港鎮設置國家水產生物種原庫主庫，並於臺南、屏東縣東港、澎湖，及臺東等地設置支庫，爾後經計畫修訂，主庫改至東港、並刪減臺南支庫計畫，臺東支庫完成後預計將交由水試所臺東分所管理營運。1999年因應精省，臺灣省政府虛級化，原隸屬於省政府轄下的水產試驗所移撥行政院農業委員會，故水試所臺東分所一併移撥之。

### 水試所東部海洋生物研究中心時期
2001年12月成立附設「水族生態展示館」，2002年2月正式對外營運，總投資金額達新臺幣3億元，同年水試所臺東分所正式改名為「行政院農業委員會水產試驗所東部海洋生物研究中心」，2005年東部中心將展示館委外經營。
2008年8月5日，承攬展示館的德河貿易公司因不堪虧損，經歷仲裁後於同年10月31日結束營運搬離展示館，2009年5月15日展示館改為公辦公營方式重新營運，並更名為小丑魚主題館至今。
2009年4月1日國家水產生物種原庫臺東支庫正式動工，基地位置擇定於臺東市知本溪出海口左岸，總投資金額為8億5,000萬元，並預定於2011年2月竣工啟用，臺東支庫與其他各地種原支庫不同的是，臺東支庫抽取深達628公尺的深層海水做為水產物種保存之水源，並且利用深層海水菌數少、富含營養鹽份、微量元素等特性培養水產物種。受限工程延宕，臺東支庫遲至2012年啟用，並正式命名為東部海洋生物研究中心水產生物種原庫。
2022年6月30日水產試驗所於印尼巴丹島 PT United Sindo Perkasa 造船廠舉行2艘100噸新漁業試驗船安放龍骨典禮，兩艘船完工後預計將分別配屬於澎湖海洋生物研究中心，以取代海安號海試船，以及另一艘配屬東部海洋生物研究中心作為該中心新試驗船。

### 水試所東部漁業生物研究中心時期
2023年8月1日起隨農委會升格為農業部，更名為「農業部水產試驗所東部漁業生物研究中心」。

## 組織架構
於水試所臺東分所時期設有研究員一人、助理研究員一人，助理三人等五人，以及約聘技術人員18人，海農號船員12人等。改制東部海洋生物研究中心後研究員兼任中心主任一職。

## 研究設施
東部海洋生物研究中心於知本種原庫設有餌料生物館，收集微細藻類、大型藻類、九孔，以及低溫性水產生物之種原保存及保種培育，魚類繁殖館，收集各種石斑魚種原進行保存、保種培育及各項人工繁殖試驗等，以及設置鮪魚培育館，收集臺灣近海常見的黃鰭鮪魚、長腰鮪魚種原進行保存及保種培育。

## 推廣業務
於東部海域利用彈脫型衛星記錄標識器配置於鮪魚、旗魚、鬼頭刀及翻車魨等魚種，並放流研究魚群移動特徵及季節性洄游習性，提供資源評估模式建構重要參數。針對臺灣重要經濟性養殖魚貝類，以冷凍的方式保存精子，確保遺傳資源，並應用於相關育種研發新品種。臺東純海水養殖白蝦收穫後排砂及冷凍調理包製作技術提升。建立種低溫海水鰻培育最適技術，及鬼頭刀腦下垂體進行種鰻人工催熟試驗，觀察鰻魚性腺發育情形。建立海水觀賞性雀鯛科及天竺鯛科魚類繁養殖技術提供水族產業運用。